# 蒲庐
蒲廬（西班牙語：Zenón Arámburu Urquiola，1879年7月9日—1978年10月25日），是天主教西班牙籍主教及耶穌會會士。曾任蕪湖教區主教（1936年-1959年）。

## 生平
蒲廬出生於1879年7月9日西班牙西班牙吉普斯夸省比利亚雷亚尔-德乌雷丘阿。1897年，17歲時加入耶穌會。1912年7月30日，33歲時晉鐸，並被派遣赴中國傳教。
1936年7月7日，蒲廬獲時任教宗庇護十一世任命為蕪湖宗座代牧區宗座代牧，領銜埃瑞蘇斯教區主教 。同年10月11日，主教祝聖禮儀由安慶宗座代牧梅耿光主禮，南京宗座代牧于斌和海門宗座代牧朱開敏襄禮。 1946年4月11日，聖座決定在中國實行聖統制，蕪湖宗座代牧區獲升格為蕪湖教區，蒲廬也成為安慶總教區首任正權總主教。
在他的任期裡，中國分別爆發日本侵華及國共內戰。1949年10月1日，中國共產黨在中國大陸地區建立中華人民共和國，並開始針對天主教進行宗教迫害及打壓。
1952年，西班牙籍的蒲廬被中國政府驅逐出境，並返回西班牙。1969年4月4日，蒲廬主教在西班牙去世，享年89歲。